# Kościół św. Rafała Kalinowskiego w Ełku
Kościół świętego Rafała Kalinowskiego w Ełku – rzymskokatolicki kościół parafialny należący do parafii pod tym samym wezwaniem (dekanat Ełk – Matki Bożej Fatimskiej diecezji ełckiej). Należy do księży salezjanów.
Zezwolenie na budowę świątyni zostało wydane przez Urząd Miejski w Ełku pismem z 31 lipca 1989 roku. 16 sierpnia tego samego roku rozpoczęły się wykopy pod fundamenty świątyni. 27 września 1998 roku biskup ordynariusz Wojciech Ziemba uroczyście wmurował kamień węgielny. Wtedy również, jeszcze w warunkach „polowych”, została odprawiona pierwsza msza święta w nowym kościele. W dniu 8 czerwca 1999 roku Ojciec Święty Jan Paweł II poświęcił i pobłogosławił świątynię.
Kształt kościoła to bryła wzniesiona na planie prostokąta. Świątynia jest murowana, wybudowana z cegły żelbetonowej szkieletowej, wypełnionej cegłą szczelinówką, halowa, trójnawowa. Kościół nakrywa blacha powlekana, o dachu dwuspadowym, dość stromym. W świątyni znajdują się trzy wejścia główne i drzwi poboczne. Na ścianie nad wejściem głównym jest zawieszony krzyż. Po zachodniej stronie od prezbiterium zawieszone są dwa obrazy – obraz św. Jana Bosko oraz patrona parafii, św. Rafała Kalinowskiego. Po wschodniej stronie od prezbiterium za tabernakulum jest umieszczony wystawiony do publicznej adoracji krzyż.